# 2301 Whitford
Whitford (asteróide 2301) é um asteróide da cintura principal, a 2,4754601 UA. Possui uma excentricidade de 0,2192302 e um período orbital de 2 062,04 dias (5,65 anos).
Whitford tem uma velocidade orbital média de 16,72731677 km/s e uma inclinação de 11,76758º.
Esse asteróide foi descoberto em 20 de Novembro de 1965 por Goethe Link Obs.